# Lithosia atroradiata
Lithosia atroradiata är en fjärilsart som beskrevs av Walker 1864. Lithosia atroradiata ingår i släktet Lithosia och familjen björnspinnare. Inga underarter finns listade i Catalogue of Life.